# Яровская
Яровская — деревня в Городецком районе Нижегородской области. Входит в состав Кумохинского сельсовета.
Ближайшие населённые пункты — Котельницы и Горбуново. Связь с районным центром по автомобильной дороге через деревню Горбуново.